# Shintō (Gunma)
Shintō (榛東村 Shintō-mura?) es una villa en la prefectura de Gunma, Japón, localizada en la parte central de la isla de Honshū, en la región de Kantō. El 1 de marzo de 2021 tenía una población estimada de 14 193 habitantes y una densidad de población de 508 personas por km².

## Geografía
Shintō se encuentra en el centro de la prefectura de Gunma, entre las laderas del monte Haruna y la región del río Tone. Limita con las ciudades de Takasaki, Maebashi, Shibukawa y el pueblo de Yoshioka.

## Demografía
Según los datos del censo japonés, la población de Shintō ha crecido constantemente en los últimos 50 años.
| Gráfica de evolución demográfica de Shintō entre 1960 y 2015 |
|                                                              |
| Oficina de Estadística de Japón                              |